# Gormiti: Gli eroi della natura
Gormiti: Gli eroi della natura (Gormiti: The Lords of Nature!) è un videogioco prodotto per Nintendo DS e Nintendo Wii dalla Konami e distribuito dalla Halifax il 16 settembre 2010. Il titolo è ispirato alla serie di giocattoli Gormiti, e in particolar modo al cartone animato Gormiti, che miti.